# Мосолов, Александр Ильич
Алекса́ндр Ильи́ч Мосоло́в (26 июля (8 августа) 1911; город Тула — 22 сентября 1996, город Москва) — Герой Советского Союза (1943), полковник (1949), Военный лётчик 1-го класса (1950).

## Биография
Родился 26 июля (8 августа) 1911 года в городе Тула. В 1925 году окончил 7 классов школы, в 1928 году — школу ФЗУ. В 1928—1931 годах работал токарем на Тульском оружейном заводе. В 1932 году окончил Тульскую лётную школу ГВФ.
В армии с апреля 1932 года. В 1933 году окончил Борисоглебскую военную авиационную школу лётчиков. Служил лётчиком, командиром корабля, командиром отряда, заместителем командира и командиром авиаэскадрильи в строевых частях ВВС (в Белорусском и Западном военных округах).
Участник похода советских войск в Западную Украину в сентябре 1939 года в должности заместителя командира авиаэскадрильи 3-го тяжёлого бомбардировочного авиационного полка.
Участник советско-финляндской войны: в декабре 1939 — марте 1940 — командир авиаэскадрильи 3-го тяжёлого бомбардировочного авиационного полка.
Участник Великой Отечественной войны: в июне 1941 — ноябре 1943 — командир авиаэскадрильи и заместитель командира 3-го (с сентября 1943 — 23-го гвардейского) авиационного полка дальнего действия 53-й авиационной дивизии дальнего действия 5-го авиационного корпуса дальнего действия, в июле 1944 — марте 1945 — командир 11-го авиационного полка ночных охотников-блокировщиков дальнего действия, в марте — мае 1945 — лётчик-инспектор по технике пилотирования 22-й гвардейской бомбардировочной авиационной дивизии. Участвовал в Московской и Сталинградской битвах, обороне Крыма и Курской битве, Белгородско-Харьковской, Восточно-Прусской и Берлинской операциях.
За время войны совершил 182 боевых вылета на бомбардировщиках ТБ-3, Ли-2 и В-25 на бомбардировку военно-промышленных объектов в глубоком вражеском тылу и для доставки боеприпасов и грузов в расположение партизанских отрядов. Совершил также 18 вылетов на транспортировку боеприпасов и горючего советским войскам.
За мужество и героизм, проявленные в боях, Указом Президиума Верховного Совета СССР от 18 сентября 1943 года майору Мосолову Александру Ильичу присвоено звание Героя Советского Союза с вручением ордена Ленина и медали «Золотая Звезда».
После войны продолжал служить лётчиком-инспектором по технике пилотирования бомбардировочной авиадивизии (в Северной группе войск, Польша). В 1946—1948 — лётчик-инспектор по технике пилотирования авиакорпуса Дальней авиации, в 1948—1950 — командир тяжёлобомбардировочного авиаполка. В 1950—1953 — старший лётчик-инспектор по самолётам Ту-4 Инспекторской группы при Главкоме ВВС, с 1953 года — старший лётчик-инспектор Управления боевой подготовки Дальней авиации. С марта 1960 года полковник А. И. Мосолов — в запасе.
Работал в Государственном научно-исследовательском институте Гражданской авиации: старшим штурманом (1961—1963), начальником отдела анализа лётных происшествий (1963—1964), заместителем начальников лётно-штурманского (1964—1968) и лётно-методического (1968—1980) отделов.
Жил в Москве. Умер 22 сентября 1996 года. Похоронен на Головинском кладбище в Москве.

## Награды
- Герой Советского Союза (18.09.1943);
- три ордена Ленина (20.05.1940; 31.12.1942; 18.09.1943);
- три ордена Красного Знамени (16.04.1942; 13.06.1952; 16.10.1957);
- орден Отечественной войны 1-й степени (11.03.1985);
- три ордена Красной Звезды (30.04.1947; 25.07.1949; 30.04.1954);
- медали.